# Elevação

Histograma de Elevação da superfície da Terra - aproximadamente 71% da superfície da Terra é coberta com água.

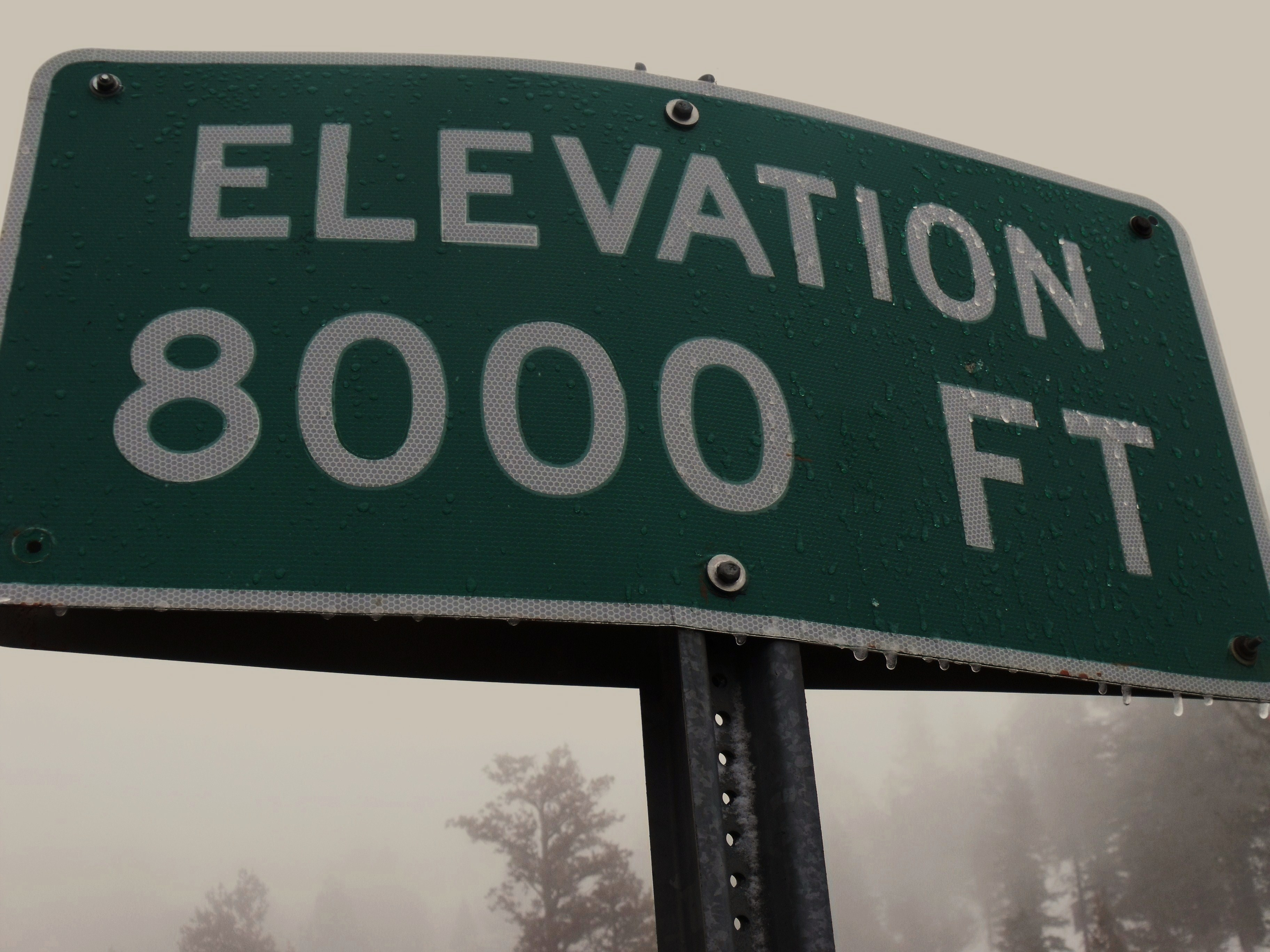
Um sinal em 8000 pés (2438 metros) nas montanhas de San Bernardino.

Elevação é a distância vertical de uma localização geográfica até um nível de referência fixo (denominado datum): geralmente um geoide ou outro modelo matemático terrestre, o nível médio do mar (MSL) ou uma superfície equipotencial gravitacional.
A elevação ou altura geométrica é adotada principalmente quando se refere à distância vertical do datum a um ponto na superfície terrestre, ao passo que a altura ou geopotencial é utilizada quando a superfície terrestre é esse datum e o ponto encontra-se situado acima dessa superfície-datum. É o que pode ocorrer com uma aeronave em voo ou com uma nave espacial em órbita.
A palavra profundidade é utilizada para referir-se à distância vertical entre um datum e um ponto abaixo desse datum.

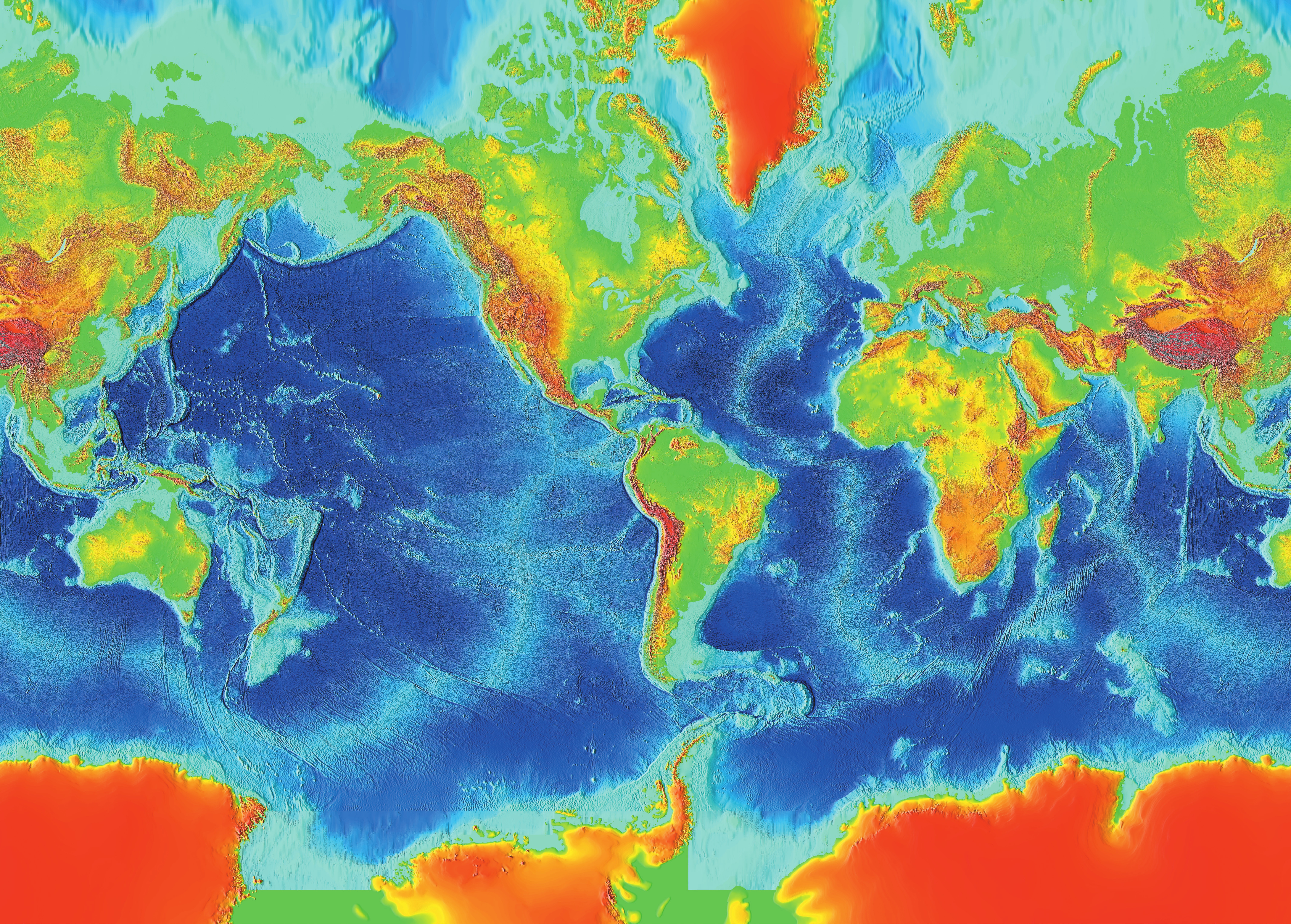
Esta imagem foi gerada pela NOAA a partir de bases de dados digitais de elevações de terra e mar-do-chão sobre uma grade de latitude/longitude 2 minutos (1 minuto de latitude = 1 milha náutica, ou 1,853 km). iluminação presume-se a partir do oeste; sombreamento é calculado como uma função da encosta leste-oeste da superfície com um exagero não-linear favorecendo áreas de baixo-relevo. Uma projeção de Mercator foi usado para a imagem mundial, que se estende por 390° de longitude, de 270° Oeste ao redor do mundo para o leste a 120° Leste; a cobertura de latitude é de ±80°. A resolução dos dados em grade, varia de verdade 2 minutos para o Atlântico, Pacífico e pisos do Oceano Índico e todas as massas de terra a 5 minutos para o fundo do Oceano Ártico.

Elevação não deve ser confundida com a distância a partir do centro da Terra; devido a protuberância equatorial, o cume do Monte Everest e Chimborazo têm, respectivamente, a maior elevação e a maior distância geocêntrica.

## Mapas e GIS

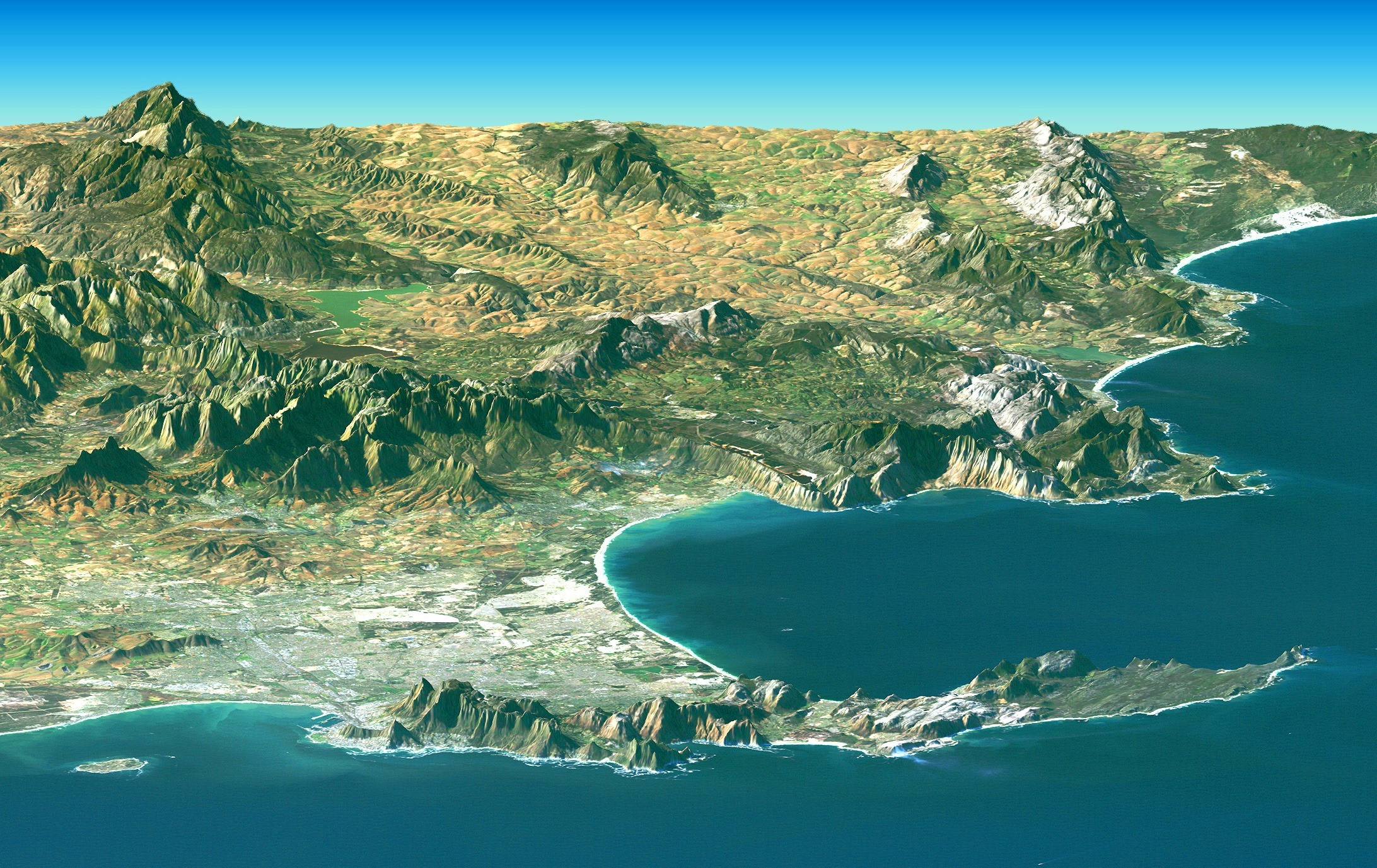
Landsat Imagem sobre SRTM Elevação através da NASA, mostrando a Península do Cabo e Cabo da Boa Esperança, África do Sul em primeiro plano.

Mapa da altura da superfície da Terra (incluindo água e gelo) na Projeção cilíndrica equidistante, normalizado em escala de cinza de 8 bits, onde os valores mais leves indicam maior elevação.

Um mapa topográfico é o principal tipo de mapa usado para representar elevação, muitas vezes através do uso de linhas de contorno. 
Em um Sistema de Informação Geográfica (GIS), digital elevation model (DEM) são comumente usados para representar a superfície (topografia) de um lugar, através de um raster (grade) conjunto de dados de elevações. Modelo digital de terreno são uma outra forma de representar terreno em GIS.

## Aeronáutica
Em aeronáutica (ou seja: tanto na aviação quanto na aerostação), a elevação é a distância vertical medida entre o MSL (nível médio do mar) e um ponto situado na superfície terrestre (ou na superfície de um lago, rio etc.). Portanto, o datum é o MSL.

## Topografia
A elevação de uma montanha geralmente se refere ao seu cume. A elevação de uma colina também se refere ao cume. elevação de um vale é normalmente retirado do ponto mais baixo, mas muitas vezes é tomado todo o vale.

## Mapa 1 quilômetro global
Este mapa é derivado de GTOPO30 de dados que descreve a elevação do terreno da Terra em intervalos de 30 segundos de arco (aproximadamente 1  km). Usa cores e sombras em vez de linhas de contorno para indicar elevação.
| N60-90, W150-180 | N60-90, W120-150 | N60-90, W90-120 | N60-90, W60-90 | N60-90, W30-60 | N60-90, W0-30 | N60-90, E0-30 | N60-90, E30-60 | N60-90, E60-90 | N60-90, E90-120 | N60-90, E120-150 | N60-90, E150-180 |
| N30-60, W150-180 | N30-60, W120-150 | N30-60, W90-120 | N30-60, W60-90 | N30-60, W30-60 | N30-60, W0-30 | N30-60, E0-30 | N30-60, E30-60 | N30-60, E60-90 | N30-60, E90-120 | N30-60, E120-150 | N30-60, E150-180 |
| N0-30, W150-180 | N0-30, W120-150  | N0-30, W90-120  | N0-30, W60-90  | N0-30, W30-60  | N0-60, W0-30  | N0-60, E0-30  | N0-60, E30-60  | N0-60, E60-90  | N0-60, E90-120  | N0-60, E120-150  | N0-60, E150-180  |
| S0-30, W150-180 | S0-30, W120-150  | S0-30, W90-120  | S0-30, W60-90  | S0-30, W30-60  | S0-30, W0-30  | S0-30, E0-30  | S0-30, E30-60  | S0-30, E60-90  | S0-30, E90-120  | S0-30, E120-150  | S0-30, E150-180  |
| S30-60, W150 | S30-60, W120     | S30-60, W90-120 | S30-60, W60-90 | S30-60, W30-60 | S30-60, W0-30 | S30-60, E0-30 | S30-60, E30-60 | S30-60, E60-90 | S30-60, E90-120 | S30-60, E120-150 | S30-60, E150-180 |
| S60-90, W150-180 | S60-90, W120-150 | S60-90, W90-120 | S60-90, W60-90 | S60-90, W30-60 | S60-90, W0-30 | S60-90, E0-30 | S60-90, E30-60 | S60-90, E60-90 | S60-90, E90-120 | S60-90, E120-150 | S60-90, E150-180 |
| Cada peça está disponível em uma resolução de 1800 × 1800 pixels (tamanho aproximado do arquivo 1 MB, 60 pixels = 1 grau, 1 pixel = 1 minuto) |                  |                 |                |                |               |               |                |                |                 |                  |                  |

## Hypsografia
Hypsografia é o estudo da distribuição de elevações sobre a superfície da  Terra, embora o termo é por vezes também aplicado a outros planetas rochosos, tais como Marte ou Vênus. O termo se origina do grego palavra ὕψος "hypsos" significando altura. Na maioria das vezes é usado apenas em referência à elevação da terra, mas uma descrição completa da superfície sólida da Terra exige uma descrição do fundo do mar também. Relacionado com o termo  hypsometria, A medição dessas elevações de superfície sólida do planeta são tomadas em relação ao média datum, com exceção de terra que é tomado em relação ao nível do mar.

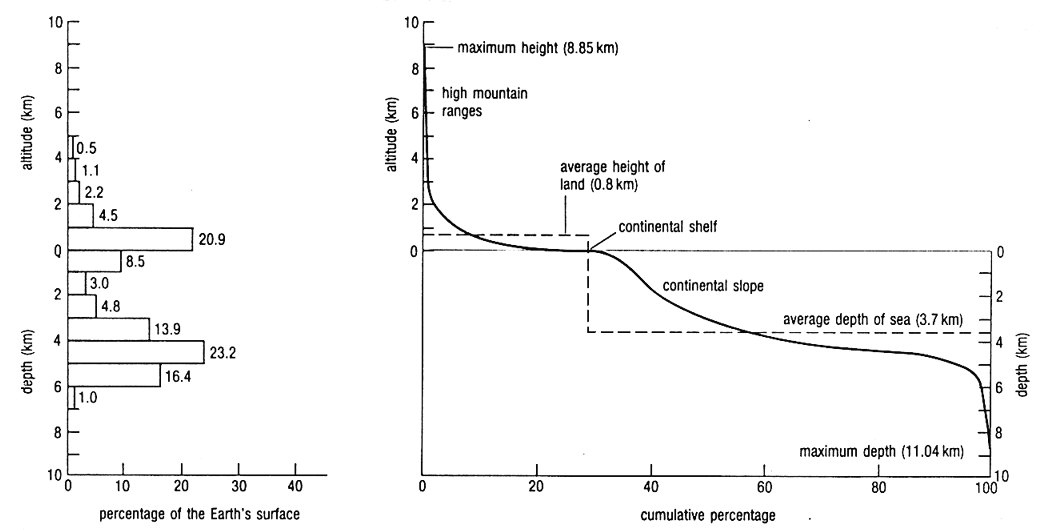
Hypsografia da Terra. Observe que a Terra tem dois picos de altitude, um para os continentes, o outro para o fundo dos oceanos.

## Temperatura

Comparação de distância vertical

Na troposfera, as temperaturas diminuem com a altitude. Esta taxa de lápso é de aproximadamente 6.5 °C/km.